# Bergasillas Bajera
Bergasillas Bajera település Spanyolországban, La Rioja autonóm közösségben. Bergasillas Bajera Arnedo, Herce és Bergasa községekkel határos. Lakosainak száma 36 fő (2024).

## Népesség
A település népessége az elmúlt években az alábbi módon változott:
| Lakosok száma | 28   | 31   | 26   | 34   | 35   | 39   | 38   | 37   | 33   | 36   |
|               | 2001 | 2004 | 2007 | 2009 | 2012 | 2014 | 2017 | 2019 | 2022 | 2024 |